# Gilbert Étienne
Pour les articles homonymes, voir Étienne.
Gilbert Étienne, né le 22 juin 1928 et décédé le 17 mai 2014, est un spécialiste de l'Asie, notamment de l'Inde, de la Chine et du Pakistan, particulièrement attentif aux questions de développement, auteur d'une quarante d'ouvrages et de plus d'une centaine d'articles à ce sujet. Né à Neuchâtel, il obtient son diplôme à Paris, à  l’Institut national des langues et civilisations orientales (Inalco), en 1954, et soutient sa thèse de doctorat en 1955, publiée l'année suivante chez Droz, sous le titre L'Inde : économie et population. Après un voyage de deux ans à Bombay, il est chargé de cours à l'Institut universitaire de hautes études internationales (IUHEI) de Genève sur les questions économiques et sociales des pays en voie de développement et devient professeur dans ce même établissement en 1964, notamment après la parution remarquée de La voie chinoise. Il y reste jusqu'à la fin de sa carrière, en 1994, entrecoupant son enseignement de voyages d'études sur le terrain asiatique. De 1979 à 2002 il a été le président de l’Association suisse d’aide au développement Frères de nos Frères.

## Publications notables
- 2009, Repenser le développement : messages d'Asie, Armand Colin, 253 p.
- 2007, Chine-Inde : la grande compétition, Dunod, 224 p.
- 2003, Le développement à contre-courant, Presses de Sciences Po, 148 p.
- 2002, Imprévisible Afghanistan, Presses de Sciences Po, 160 p.
- 1996, L'économie de l'Inde, PUF, coll. Que sais-je ?, (2e éd.), 128 p.
- 1989, Le Pakistan, un don de l'Indus : économie et politique, PUF, 200 p.
- 1982, Développement rural en Asie : les hommes, le grain et l'outil, PUF, 288 p.
- 1974, La voie chinoise : la longue marche de l'économie, 1949-1974, PUF, 360 p.
- 1959, De Caboul à Pékin, rythmes et perspectives d'expansion économique, Paris, Minard, Genève, Droz, 270 p.
- 1956, L'Inde : économie et population, Droz, 170 p.